# دمنة الرفة (أسلم)

تعديل مصدري - تعديل

دمنة الرفة هي إحدى قرى عزلة أسلم الشام بمديرية أسلم التابعة لمحافظة حجة، بلغ تعداد سكانها 48 نسمة حسب تعداد اليمن لعام 2004.